# 大谷地インターチェンジ
大谷地インターチェンジ（おおやちインターチェンジ）は、北海道札幌市白石区平和通にある道央自動車道のインターチェンジである。
上り線（苫小牧・千歳方面）出口、下り線（旭川・小樽方面）入口が設置されているハーフインターチェンジである。

## 歴史
- 1985年（昭和60年）10月25日：札幌IC - 札幌南IC間の開通に伴い供用開始
- 1999年（平成11年）11月12日：札幌南IC上り線（苫小牧・千歳方向）に出口が設置される[注 2]。
- 2018年（平成30年）12月 : IC番号を「2」から「30」に変更[注 3]。

## 周辺

### 流通センター（白石区）
- 平和駅（JR北海道・千歳線）
- 札幌貨物ターミナル駅（JR貨物）
- 札幌流通総合会館（アクセス札幌）…白石区流通センター4丁目
- 平和通
- 清田通

### 大谷地（厚別区）
- 札幌徳洲会病院
- 北星学園大学
- 北星学園大学短期大学部
- 大谷地病院
- 大谷地駅（札幌市営地下鉄・東西線）
- 大谷地バスターミナル

## 接続する道路
- 直接接続
  - 国道274号（札幌新道）

- 間接接続
  - 国道12号

## 料金所

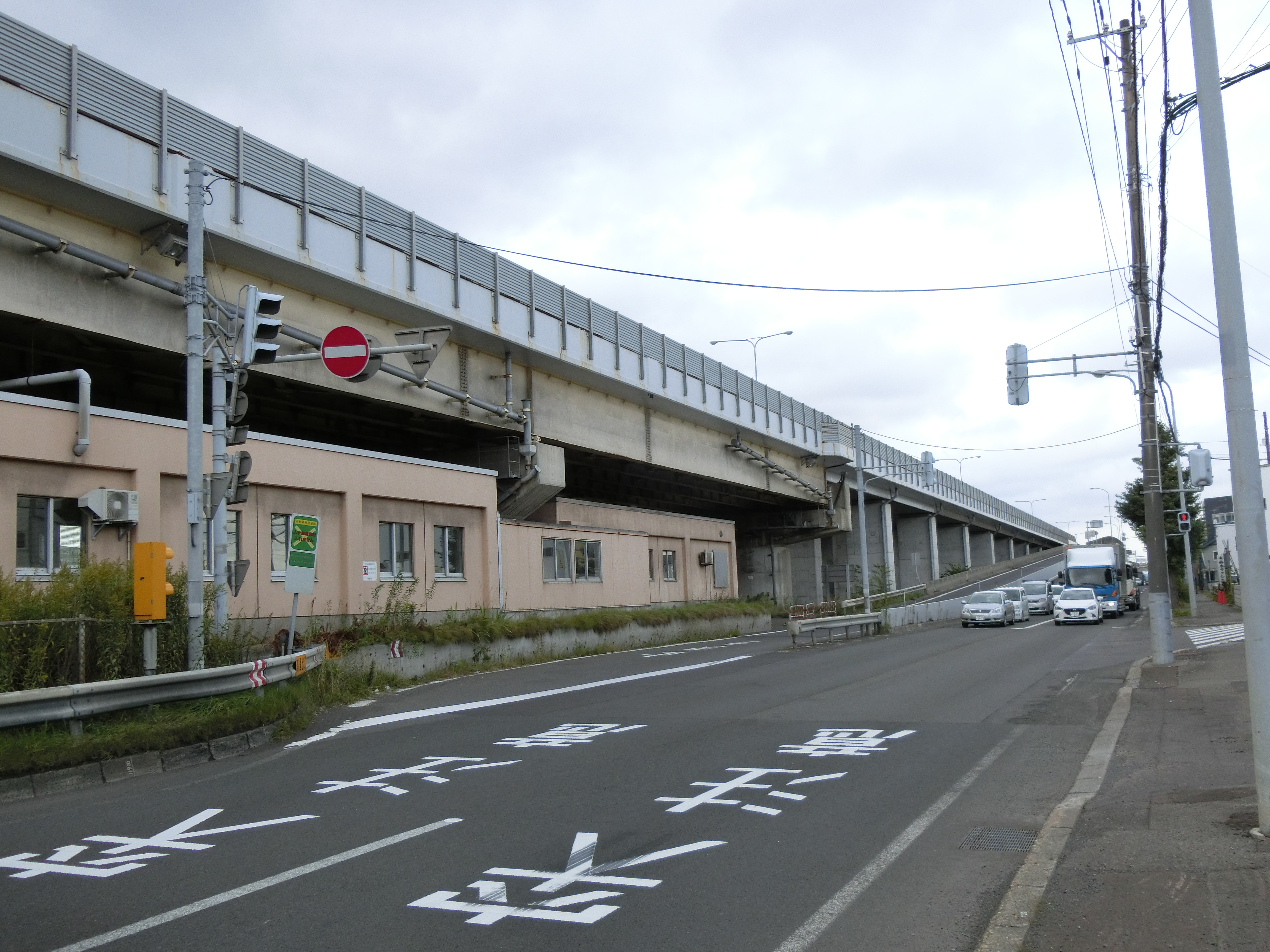
上り線の出口

入口
- ブース数：3
  - ETC専用：1
  - ETC/一般：1
  - 一般：1

出口
なし。

## 隣
E5 道央自動車道
(29)札幌南IC/TB - (30)大谷地IC - (31)北郷IC